# Guillaume I Le Bé
 (mars 2012).
Si vous disposez d'ouvrages ou d'articles de référence ou si vous connaissez des sites web de qualité traitant du thème abordé ici, merci de compléter l'article en donnant les références utiles à sa vérifiabilité et en les liant à la section « Notes et références ».

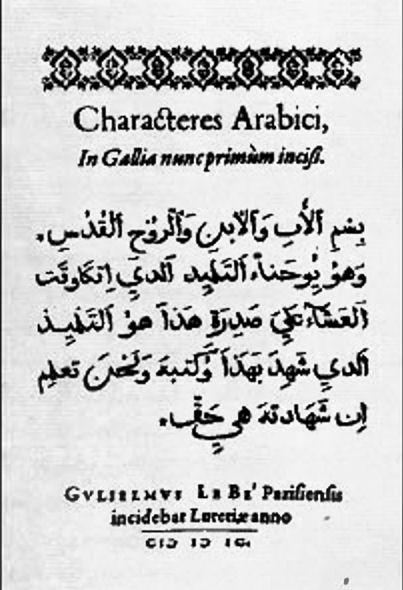
Premiers caractères arabes de Guillaume II Le Bé, 1599.

Guillaume Le Bé, dit Guillaume I, pour le distinguer de ses fils et petit-fils, né à Troyes en 1524, mort à Paris en 1598, est un graveur et fondeur de caractères d'imprimerie.
Les Le Bé étaient fabricants de papier à Troyes depuis le XIVe siècle. Guillaume vint à Paris vers 1540 et fut apprenti chez Robert Estienne comme graveur de poinçons et fondeur. En 1545, il partit pour Venise, où il travailla pour Marcantonio Giustiniani, propriétaire d'une imprimerie spécialisée dans les livres à caractères hébraïques.
Il passa ensuite à Rome, où il se trouvait au moment du Jubilé de 1550. De retour à Paris, il s'établit à son compte comme graveur et fondeur de caractères en 1552 (dans la maison de la Grosse-Escriptoire, au coin des rues Saint-Jean-de-Latran et Saint-Jean-de-Beauvais, et dans la maison contiguë, achetées par lui et son père en 1551 et 1572), et il dirigea son entreprise jusqu'à sa mort en 1598. Il travailla notamment pour Claude Garamont, pour lequel il grava un caractère hébreu, et à la mort de celui-ci, en 1561, il fut un de ses exécuteurs testamentaires et racheta une grande partie de ses poinçons et matrices.
Il fut entre autres fournisseur de la grande imprimerie de Christophe Plantin, à Anvers, et participa à ce titre à la réalisation de la Bible polyglotte d'Anvers (1568-1572). Bien qu'il ait conçu d'excellents caractères romains, il est surtout connu pour ses types orientaux (grecs, hébreux), dont une gamme de caractères hébraïques qui seront employés jusqu'au XVIIIe siècle.
Entre 1544 (chez Robert Estienne) et 1592, il grava dix-neuf caractères hébreux. Il travailla aussi pour l'atelier d'imprimerie de musique d'Adrian Le Roy et Robert Ballard, d'abord en 1555. La Bibliothèque nationale de France conserve un album comprenant des spécimens de caractères avec des annotations manuscrites de sa main.
Son fils. Guillaume II († 1645), libraire, papetier, fondeur et occasionnellement imprimeur, augmenta le fonds paternel de caractères arabes, dès 1599 (les premiers en France), et d'autre part pour le compte de Guy Michel Lejay et Antoine Vitré dans l'entreprise de la Bible polyglotte de Paris (1628). Guillaume III († 1685) ne laissa que des filles. En 1730, les demoiselles Le Bé vendirent la fonderie à Jean-Pierre Fournier, frère aîné de Pierre-Simon Fournier.